# Misha Dichter
Misha Dichter (Shanghai, 27 septembre 1945) est un pianiste américain, né de parents juifs-polonais, qui ont fui l'Europe lors du déclenchement de la Seconde Guerre mondiale.

## Biographie

### Formation
La famille de Misha Dichter, s'installe à Los Angeles, en Californie, lorsqu'il a deux ans. Il étudie le piano dès ses cinq ans. Il étudie avec Aube Tzerko (un élève de Artur Schnabel), qui a établi un régime concentré de pratiques et une approche intense d'analyse musicale ; et la composition et l'analyse avec Leonard Stein (un disciple d'Arnold Schoenberg). Pendant l'été 1964, il s'inscrit à une classe de maître de Rosina Lhévinne et la suit à la Juilliard School de New York pour étudier avec elle dès l'automne suivant.
Pendant ses études à la Juilliard School, Misha Dichter remporte en 1966 la médaille d'argent du Concours international Tchaïkovski à Moscou, très apprécié du public russe, cette réussite contribue à lancer sa carrière musicale internationale.

### Débuts
Peu de temps après, il donne le premier concerto de Tchaïkovski à Tanglewood, avec le Boston Symphony Orchestra sous la direction d'Erich Leinsdorf, diffusé en direct à l'échelle des États-Unis, sur la chaîne NBC, et par la suite, enregistré pour la RCA. Dichter donne son premier concert avec Leonard Bernstein et l'Orchestre philharmonique de New York en 1968, avec le même concerto. Suivent rapidement, des concerts avec l'Orchestre philharmonique de Berlin, le Concertgebouw d'Amsterdam, les principaux orchestres de Londres et les grands orchestres américains.
Dichter, est également un écrivain accompli : il rédige des articles pour des publications importantes, notamment The New York Times. Il est vu souvent à la télévision, fait l'objet d'un documentaire d'une durée d'une heure pour une télévision européenne. Il est présenté avec son chien, Thunder, dans le film, My Dog: An Unconventional Love Story (Mon Chien : Une Histoire d'Amour non Conventionnelle).

### Duo Dichter
Misha Dichter rencontre sa future épouse, Cipa Glazman, à la Juilliard school. Née en 1944 au Brésil, de  parents russo-polonais, elle commence le piano à six ans et fait ses débuts professionnels à 16 ans, avec l'Orchestre symphonique du Brésil. Peu de temps après, elle se rend aux États-Unis pour étudier à la Juilliard school. 
Misha et Cipa Dichter forment un duo de piano en 1968. Ils se produisent à travers l'Amérique du Nord, en Europe et aux festivals d'été américains, tels Ravinia, Caramoor, Lincoln Center's Mostly Mozart et l'Aspen Music Festival. Le duo Dichter a joué de nombreuses œuvres pour deux pianos et piano à quatre mains, jusqu'alors négligées. Ils ont enregistré les œuvres complètes pour piano à quatre mains de Mozart, publié dans un coffret de trois disques par le label Nimbus Records.
Les Dichter vivent à New York.

## Prix
Misha Dichter, a été honoré en 1998 par le Grand prix international du disque Liszt, pour son enregistrement des transcriptions pour piano de Liszt publiées sur le label Philips.
Il a été intronisé comme un National Patron de la fraternité musicale professionnelle internationale, Delta Omicron, le 13 avril 1999.

## Enregistrements
Misha Dichter est apprécié pour ses enregistrements effectués pour les labels Philips, RCA, MusicMasters et Koch Classics, à même d’illustrer l'ampleur de ses intérêts musicaux. Parmi eux, on trouve les concertos pour piano de Brahms avec Kurt Masur et l'Orchestre du Gewandhaus de Leipzig, des œuvres pour piano de Brahms (avec les Variations Haendel), des sonates pour piano de Beethoven, le recueil des Rhapsodies hongroises de Franz Liszt, les concertos pour piano de Liszt, avec André Previn et le Pittsburgh Symphony et, de Gershwin, la Rhapsody in Blue, avec Neville Marriner et le Philharmonia Orchestra. Mais aussi de la musique de Chopin, Moussorgski, Schubert, Schumann, Stravinsky et de Tchaïkovski.
Beaucoup des enregistrements de Dichter sont réédités ; son enregistrement de la sonate « Pathétique » et du Concerto pour piano no 2 de Beethoven, avec l'Orchestre du Gewandhaus de Leipzig dirigé par Kurt Masur, et son enregistrement de la sonate « clair de Lune » de Beethoven ; le premier concerto pour piano de Brahms, également avec Masur et le même orchestre, sont parus sur SACD chez Pentatone. Son enregistrement des Rhapsodies hongroises de Liszt est republié par le label Newton.